# جيميليا
جيميليا نيلا دايفيس (بالإنجليزية: Jamelia Niela Davis)‏ (ولدت في 11 يناير 1981 في برمنغهام، ). هي مغنية وكاتبة أغاني إنجليزية.

## ألبومات
- Drama (2000)
- Thank You  [لغات أخرى]‏ (2003)
- Walk with Me  [لغات أخرى]‏ (2006)

## روابط خارجية
- جيميليا على موقع IMDb (الإنجليزية)
- جيميليا على موقع ميوزك برينز (الإنجليزية)
- جيميليا على موقع أول ميوزيك (الإنجليزية)
- جيميليا على موقع ديسكوغز (الإنجليزية)
- جيميليا على موقع ديسكوغز (الإنجليزية)
- جيميليا على موقع قاعدة بيانات الفيلم (الإنجليزية)